# 喀什噶尔铸钱局
喀什噶尔铸钱局，通称喀什噶尔局，也称喀什局、喀局，清朝时期在新疆喀什噶尔设立的一个铸钱局，主铸红钱，咸丰五年开铸。喀什噶尔局是清政府在新疆设立的七个铸钱局之一，另外六个分别位于阿克苏、伊犁、乌什、库车、叶尔羌和迪化。

## 历史

新疆各局位置

喀什噶尔位于新疆西南部，清朝前期该地的钱币主要由叶尔羌局、乌什局或阿克苏局供应。喀什噶尔铸钱局设立时间不详，当为咸丰初年为赶铸大钱而设立的。咸丰五年（1855年）正月，喀什噶尔铸钱局开炉，铸“咸丰重宝”当十、当五十和“咸丰元宝”当百等大钱:353。因技术力量薄弱，喀什噶尔局开设属仓促赶铸，所铸的大钱多粗拙不精。加之喀什噶尔本地并不产铜，喀局铜料来源紧缺，因此未能连续铸钱，在咸丰九年（1859年）便停铸。
光绪十四年（1888年），喀什噶尔重开铸局，铸造“光绪通宝”当十钱。光绪末年，曾由阿克苏、库车两局代铸，不久停铸。

## 所铸钱币
喀什噶尔局开铸不晚于咸丰初年，最终停铸于光绪末年，铸造有咸丰和光绪两种年号的铜钱。此外，其他铸钱局曾代喀什噶尔局铸造乾隆通宝钱和光绪钱。

## 研究与收藏
喀什噶尔局“咸丰当五”被称为“小红钱第一珍”，重一钱二分；“咸丰当十”重一钱五分；“咸丰当五十”重四钱二分；“咸丰当百”重六钱五分。
随着喀局“咸丰当五十”疑似样钱在甘肃等地发现，孙仲汇、陈宁等人认为可能存在内地铸钱局为新疆各局提供铸造咸阳大钱样钱的情况。台湾收藏家陈鸿禧所著的《清钱珍稀四百种》中将喀什噶尔局“咸丰当五十”钱称为“第三大珍”，该币的存世量很少。